# Рут Келлі
Рут Марія Келлі (англ. Ruth Maria Kelly; нар. 9 травня 1968, Лімаваді, Північна Ірландія) — британська економістка і політична діячка-лейбористка.

## Життєпис
Келлі походить з католицької ірландської родини. Її дід у 20-х роках XX століття був бійцем Ірландської республіканської армії. Раннє дитинство вона провела в Ірландії. Вступила в католицьку організацію «Опус Деі».
Після переїзду до Великої Британії, вона вивчала філософію, політику та економіку в Оксфордському університеті (1989) і закінчила Лондонську школу економіки (1992).
ЇЇ професійна кар'єра почалась в економічному відділі газети The Guardian. З 1994 року була заступником керівника команди аналітиків прогнозування інфляції Банку Англії. У 1996 році вона вийшла заміж, має чотирьох дітей.
У 1997 була вперше обрана до Палати громад. Економічний секретар Казначейства (2001–2002), фінансовий секретар Казначейства (2002–2004), міністр з питань освіти та професійної підготовки (2004–2006, міністр у справах жінок (2006–2007), міністр у справах громад і місцевого самоврядування (2006–2007), міністр з питань транспорту (2007–2008). Залишила парламент у 2010.